# Liên hoan âm nhạc Organ ở Toruń
Liên hoan âm nhạc organ ở Toruń là một lễ hội âm nhạc mang tính quốc tế đã diễn ra từ năm 1985 tại thành phố Toruń, được dành cho các nghệ sĩ organ ở mọi lứa tuổi. Đây là một trong những lễ hội âm nhạc organ lâu đời nhất ở Ba Lan.

## Lịch sử của lễ hội
Người đưa ra ý tưởng về việc tổ chức một lễ hội organ ở Toruń là Marian Dorawa vào năm 1985, ông là một nhà sử học, một nhà bảo tồn và là một chuyên gia organ đến từ Toruń.
Lần tổ chức đầu tiên của lễ hội diễn ra vào ngày 25 tháng 8 năm 1985, khán giả đã được thưởng thức các bản nhạc được thực hiện bởi nhà soạn nhạc nổi tiếng của Ba Lan, Giáo sư Feliks Rączkowski (đến từ Warsaw), ông đã chơi trên một dụng cụ Baroque nhỏ. Trong lần tổ chức vào năm 1991, các nghệ sĩ đã chơi trên đàn organ của Max Terlecki (nhờ sự giúp đỡ của Zdzisław Wyrowiński về việc cải tạo lại organ này). Từ đó trở đi, đàn organ này bắt đầu được sử dụng trong tất cả các buổi hòa nhạc.
Trong năm 2003, lần đầu tiên ban tổ chức đã mở rộng phạm vi biểu diễn, nó không chỉ diễn ra ở trong nhà thờ Nhà thờ chính của thánh đường St. John the Baptist và St. John the Eveachist mà đã được biểu diễn ở các nhà thờ giáo phận khác củaToruń Như Nhà thờ Đức Mẹ Nữ hoàng Ba Lan, Nhà thờ Đức Trinh Nữ Maria, nhà thờ của Thánh Ducha, nhà thờ Đức Mẹ chiến thắng, nhà thờ Thánh địa của Lòng thương xót...
Trong năm 2017, lễ hội đã có sự chuẩn bị chu đáo và hoành tráng hơn như: quảng cáo hấp dẫn hơn, tăng cường quảng bá, sử dụng các phương thức truyền thông mới (sử dụng màn hình lớn hiển thị một organ trong buổi hòa nhạc, chiếu sáng nhấn mạnh các giá trị kiến trúc của nhà thờ). Các nhà tổ chức cũng đưa ra những khuyến khích cho các nghệ sĩ organ trẻ để họ có cơ hội tham gia biểu diễn.

## Các nước tham gia
Lễ hội organ là một sự kiện quốc tế, trong 34 lần tổ chức cho đến nay, đã có gần 200 nghệ sĩ từ Ba Lan và nước ngoài đã đến tham gia và biểu diễn, các nghệ sĩ từ các nước như Pháp, Tây Ban Nha, Ý, Hà Lan, Áo, Đức, Cộng hòa Séc, Thụy Điển, Phần Lan, Anh và Hoa Kỳ.

## Nghệ sĩ khách mời đặc biệt
Trong số những vị khách nổi bật nhất của lễ hội là: Feliks Rączkowski, Andrzej Chorosiński, Julian Gembalski, Roman Perucki, Józef Serafin, Joachim Grubich, Bogusław Grabowski, Gedymin Grubba, Karol.

## Giám đốc điều hành
Giám đốc điều hành đầu tiên của lễ hội là Marian Dorawa, ông giữ vai trò này từ năm 1985-1995. Từ năm 1996 đến 2001, Roma Grucza là giám đốc điều hành. Từ 2002 đến 2011, Mariusz Klimek là người phụ trách. Từ năm 2013 đến 2016, người phụ trách chung là Czeław Grajkowski. Từ năm 2017 đến nay, giám đốc điều hành là Mariusz Klimek.